# European Chess Union
De European Chess Union is opgericht in 1985 in Graz en heeft als doel het coördineren van schaakwedstrijden in Europa.

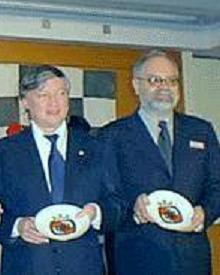
Anatoli Karpov en Boris Kutin (2002)

De meeste Oost-Europese landen werden pas na 1990 lid. Tegenwoordig  bestaat de bond uit 54 leden. 
De bond organiseert het Europees kampioenschap en daarnaast wedstrijden voor vrouwen, jeugd, veteranen en teams, onder meer het Europees schaakkampioenschap voor landenteams. 

## Presidenten van de ECU
1985-1986 : Rolf Littorin, Zweden
1986-1998 : Kurt Jungwirth, Oostenrijk
1998-2010 : Boris Kutin, Slovenië
2010-2014 : Silvio Danailov, Bulgarije
2014- : Zoerab Azmaiparasjvili, Georgië